# Mariana Seligmann

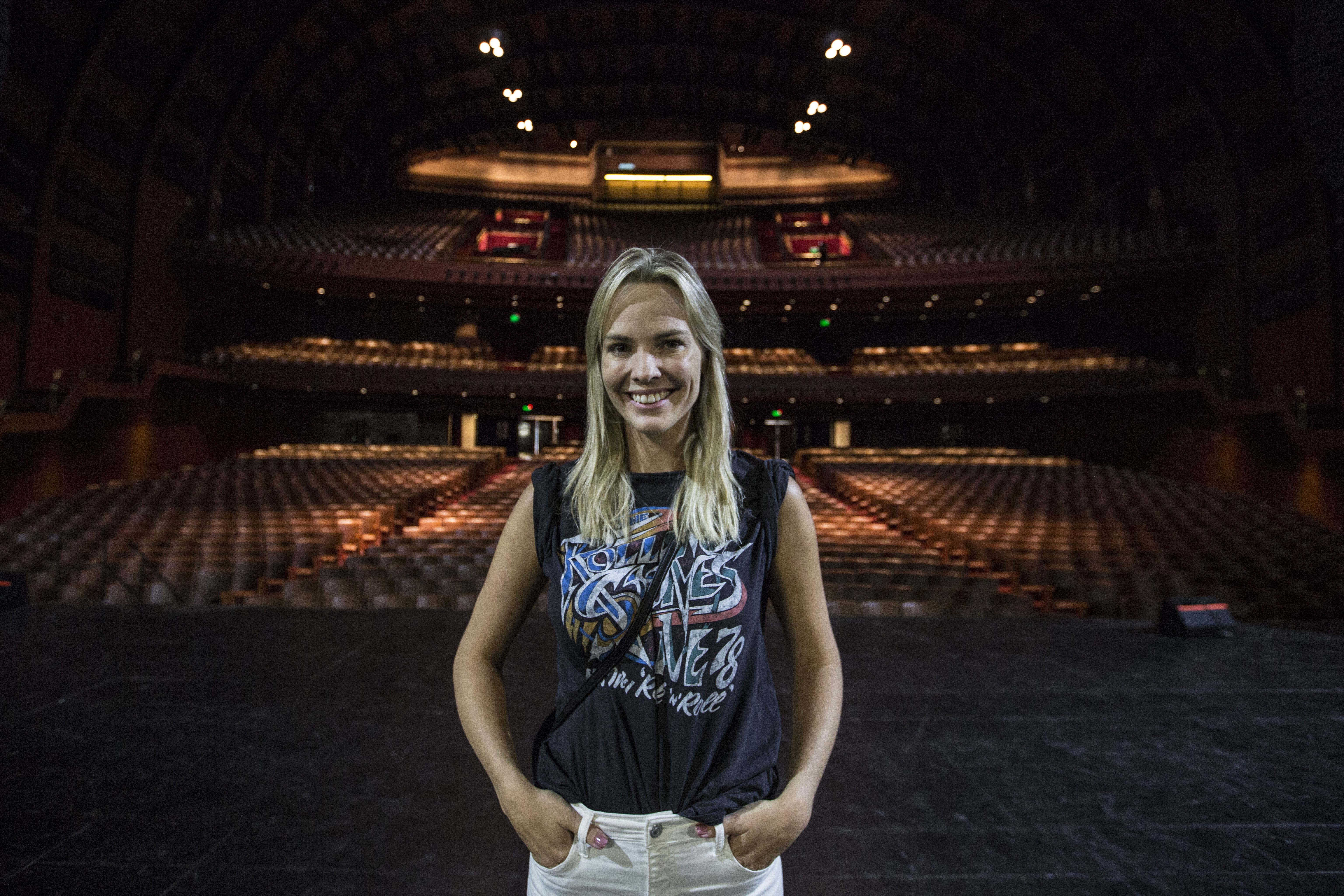
Seligmann 2017 im Teatro Gran Rex

Mariana Mirna Seligmann, auch bekannt als Muni Seligmann, (geboren am 9. Oktober 1984 in San Isidro, Buenos Aires, Argentinien) ist eine argentinische Filmschauspielerin, Sängerin, Moderatorin, Komponistin und Tänzerin.

## Leben
Seligmann wuchs im Norden von Buenos Aires in San Isidro auf. In ihrer Kindheit war die Schauspielerin Susana Giménez ihr Vorbild. Ihre Eltern schieden sich, und als sie zwölf Jahre alt war, heiratete ihr Vater eine andere Frau. Seitdem hat sie einen Halbbruder.
In der Schule lernte sie Deutsch und Englisch. 2000 trat sie zum ersten Mal in einer TV-Serie, Chiquititas, auf. Nach Abschluss der Schule trat sie in vielen Werbespots auf und spielte in drei Horrorfilmen mit. Drei Jahre später gab sie ihr Filmdebüt im Film Imagining Argentina. 2014 moderierte sie gemeinsam mit Chino Darín, Juan Marconi und Juan Ignacio Chela die Sendung ESPN Redes. Am 14. Dezember 2016 heiratete Seligmann Nicolás Naymark.

## Filmografie
- 2000: Chiquititas (Fernsehserie, 210 Folgen)
- 2003: Imagining Argentina
- 2002–2003: Rebelde Way – Leb’ Dein Leben (Fernsehserie, 74 Folgen)
- 2005: Conflictos en red (Miniserie)
- 2005: Casados con hijos (Fernsehserie, 2 Folgen)
- 2004–2005: Floricienta (Fernsehserie, 154 Folgen)
- 2007: Vergeltung der Verdammten
- 2008: Dying God
- 2009–2011: La Casa De Playhouse Disney (Fernsehserie, 125 Folgen)
- 2011–2013: La Casa de Disney Junior (Fernsehserie, 81 Folgen)
- 2016: Los ricos no piden permiso (Fernsehserie, 75 Folgen)
- 2018: 11 (Fernsehserie, 12 Folgen)